# Bicicleta de pedales oscilantes
Una bicicleta de pedales oscilantes, como su nombre indica, es un tipo de bicicleta impulsada por un sistema de pedales oscilantes, en lugar del sistema actualmente más común de pedales, que rotan alrededor de un eje impulsando un sistema de plato y biela. Estos pedales fueron uno de los mecanismos que los inventores idearon para intentar situar los pedales separados del eje de la rueda de dirección de los biciclos, antes del desarrollo de la cadena de bicicleta. También se han usado para impulsar triciclos y cuatriciclos.

## Historia
Antes de la popularización del biciclo, se usaron pedales oscilantes en el velocípedo de Thomas McCall, en biciclos con ruedas de gran diámetro para intentar resolver sus problemas de seguridad, en configuraciones alternativas de vehículos pesados, y en el primer dispositivo denominado bicicleta de seguridad por el ingeniero británico Henry J. Lawson en 1876. Algunos inventores llegaron incluso a combinar pedales oscilantes y cadenas en la misma bicicleta.

## Galería
|  |  |  |  |  |